# 西昌学院
西昌学院（英語：Xichang College），是一所位于中国四川省凉山彝族自治州西昌市的全日制公立综合性普通高等本科院校，并由四川省人民政府主管。

## 历史沿革

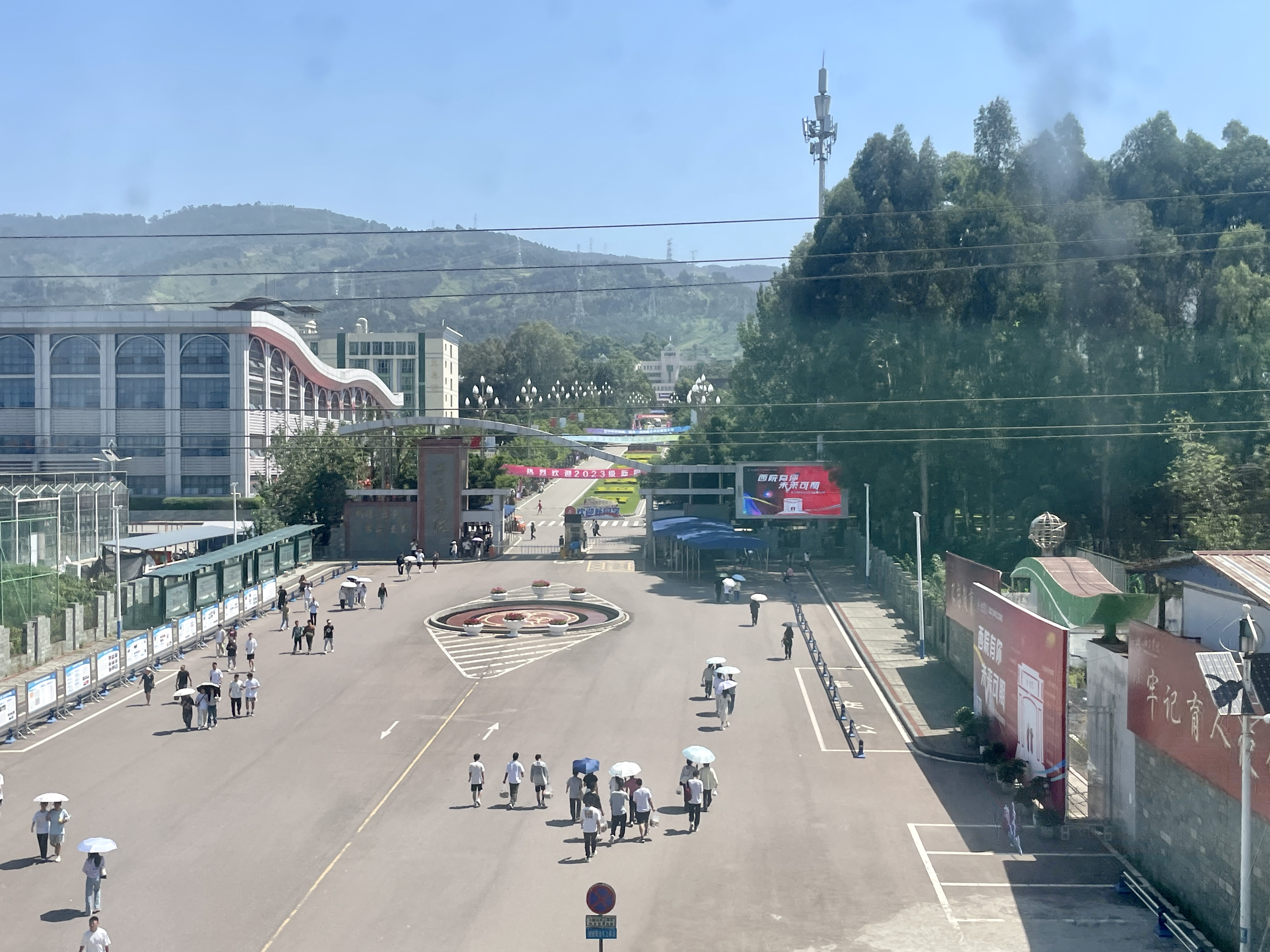
西昌学院安宁校区正门

2003年，中华人民共和国教育部同意西昌农业高等专科学校、西昌师范高等专科学校、凉山大学、凉山教育学院合并组建西昌学院。并明定学校由四川省人民政府领导主管，实行四川省人民政府与凉山彝族自治州人民政府建设，以省为主的办学体制。

## 院系设置
西昌学院设有以下院校：
- 农业科学学院
- 彝语言文化学院
- 动物科学学院
- 机械与电气工程学院
- 信息技术学院
- 土木与水利工程学院
- 旅游与城乡规划学院
- 资源与环境学院
- 经济管理学院
- 艺术学院
- 文化传媒学院
- 理学院
- 教师教育学院
- 外国语学院
- 体育学院
- 少数民族预科教育学院
- 思想政治理论课教学部

## 校训
明德，乐学，求实，至善

## 现状
学院位于旅游城市西昌市，占地1636亩，分东、南、北三大校区（东校区已经没有设置专业）。校舍建筑面积38万平方米，固定资产总值7.8亿元，教学科研仪器设备总值2.14亿元。图书馆总面积3.3万平方米，图书203万册，电子图书120万册。学校现有教职工970人，专任教师791人，教授116人、副教授245人；硕士、博士研究生550人。学校设置16个二级学院和1个思想政治理论课教学部，开设64个本科专业和15个专科专业，涵盖了农学、工学、管理学、理学、教育学、文学、艺术学、经济学、法学等九大学科门类；面向全国19个省、自治区、直辖市招生，现有全日制普通在校生17100余人，2015年学校被列为四川省首批整体转型试点学校。